# Andreas Baalsrud
Andreas Baalsrud, född 5 mars 1872 i Stavern, död 23 januari 1961 i Oslo, var en norsk ingenjör.
Baalsrud utexaminerades från Kristiania Tekniske Skole 1891 och studerade vid Polytechnikum i Zürich 1893–94, blev ingenjör vid Statens vegvesen 1895, på vägstyrelsens kontor 1900, blev överingenjör i Vest-Agder fylke 1912 och var vägdirektör 1919–45 (han efterträddes av Arne Korsbrekke). 
Baalsrud ledde utvecklingen av Norges vägnät med sikte på den ökande biltrafiken. Han var Norges representant vid en rad internationella kongresser och konferenser. Han var vice ordförande i Den Norske Ingeniørforening 1912 och ordförande i Polyteknisk Forening 1926–29. Han var redaktör för "Teknisk Ukeblad" 1907–08.